# Tr'ondëk Hwëch'in
Tr'ondëk Hwëch'in, anciennement connue sous le nom de Bande indienne de Dawson, est une bande indienne du Yukon, au Canada. Principalement basée à Dawson, ses membres sont de la nation hän. Le 16 juillet 1998, la Première Nation de Tr'ondëk Hwëch'in signe une entente d'autonomie gouvernementale avec le gouvernement du Canada.
Tr'ondëk Hwëch'in signifie en langue hän « peuple de la rivière». L'expression « klondike », soit un toponyme fréquent au Yukon, constitue en fait une prononciation erronée de « Tr'ondëk ». 

## Annexe